# Tour de Lemberg

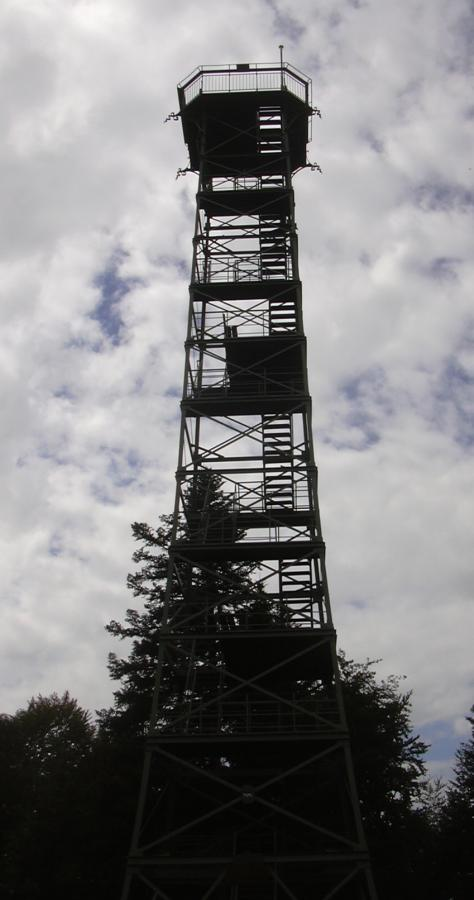
Tour de Lemberg

La tour de Lemberg est une tour en acier d'une hauteur de 34 mètres sur la montagne du Lemberg, qui est la plus élevée du Jura souabe. La tour fut construite en 1899 par la société Ant. Fauler. Elle a ouvert le 17 juin 1899.
La plate-forme d'observation de la tour de Lemberg est située à une hauteur de 30 mètres. L'accès, qui est possible en toute saison, passe par un escalier de 152 marches.
La tour de Lemberg est constituée de 23 tonnes de fer.
Au milieu des années 1980, l'ancien bureau de télécommunication de Rottweil a installé deux antennes directionnelles sur la tour de Lemberg pour mettre en place un lien de communications micro-ondes entre les bâtiments à Rottweil et la centrale d'échange de troncs, située à Gosheim. Ce lien de micro-onde, qui n'aurait pas été possible sur le chemin direct, a complété le réseau téléphonique existant. Après que ceux-ci ont été remplacés par les câbles de fibre optique, les antennes micro-ondes sont devenues inutiles, et ont été démantelées en 2005.
La tour de Lemberg est située aux coordonnées 48° 09′ 03″ N, 8° 44′ 56″ E.

## Liens
- http://fr.structurae.de/structures/data/index.cfm?ID=s0028997
- http://skyscraperpage.com/diagrams/?b63852